# Özlem Türeci
Özlem Türeci   (Siegen, 6 de març de 1967) és una metgessa, immunòloga i empresària alemanya d'origen turc.
És cofundadora i directora mèdica de BioNTech, presidenta de l'Associació sense ànim de lucre per a la immunoteràpia contra el càncer (CIMT) amb seu a Magúncia, Alemanya, cofundadora i presidenta de la Rhine-Main i professora de la Universitat de Mainz. És pionera en immunoteràpia contra el càncer.
El 2001, Türeci va cofundar Ganymed Pharmaceuticals com a directora científica, passant a ser-ne consellera delegada el 2008. Ganymed és ara una filial d'Astellas Pharma, que ha estat adquirida el 2016 per 1.300 milions d'euros en l'acord biotecnològic més gran d'Alemanya fins ara.
Durant la pandèmia COVID-19 del 2020, Türeci va canviar el seu focus d'investigació cap al desenvolupament d'una vacuna contra el SARS-CoV-2, el virus responsable de la COVID-19, en col·laboració amb Pfizer. L'11 de novembre de 2020, Pfizer va informar que la vacuna desenvolupada per Türeci i el seu equip era més del 90 per cent efectiva per proporcionar immunitat contra el virus.
Türeci va néixer a Lastrup, Baixa Saxònia, de pares turcs i s'ha descrit a si mateixa com una «turca prussiana»". Va obtenir el seu doctorat a la Facultat de Medicina de la Universitat de Saarland. Juntament amb el seu marit, compta entre els 100 alemanys més rics. Està casada amb el també investigador biomèdic Uğur Şahin des del 2002 i la parella té una filla adolescent. El dia del casament, van tornar a treballar al seu laboratori després de la cerimònia.

## Reconeixements
- El 13 de juliol del 2020 va rebre el Premi Internacional Catalunya 2020 junt amb Dania El Mazloum, Anxhela Gradeci i Tijana Postic, en reconeixement de la seva contribució a la lluita contra la pandèmia del coronavirus des de diversos àmbits.[14]
- El juny de 2021 va rebre el Premi Princesa d'Astúries d'Investigació Científica i Tècnica, juntament amb altres sis impulsors de les vacunes contra la COVID-19.[1]